# Самойловка (Крыштоповский сельский совет)
Самойловка (укр. Самійлівка), село, Крыштоповский сельский совет, Близнюковский район, Харьковская область, Украина.
Код КОАТУУ — 6320683506. Население по переписи 2001 года составляет 48 (18/30 м/ж) человек.

## Географическое положение
Село Самойловка находится на правом берегу реки Большая Терновка, есть мост. На противоположном берегу находится село Дмитровка.
Рядом — балка Самойловская, по которой протекает ручей, на котором созданы запруды.

## История
- 1790 — дата основания.

## Экономика
- В селе есть молочно-товарная ферма.

## Культура
- Школа.

## Достопримечательности
- Братская могила советских воинов.